# Agrobacterium tumefaciens

Strukturen av en Ti-plasmid

Agrobacterium tumefaciens är en jordbakterie som har sitt ursprung hos de gramnegativa bakterierna, Rhizobiaceae. Denna familj av bakterier lever i symbios med växter eller snarare infekterar skadade växter, som till exempel har ett skärsår eller någon annan sorts skada, och utvecklas då till parasiter för denna växt. I skadan överförs det kända T-DNA som finns i en så kallad Ti-plasmid. Dessa Ti-plasmider är cirkulära plasmider som är förknippade med genetikens utveckling.

## Ti-plasmider
De cirkulära plasmiderna förekommer inom Agrobacterium tumefaciens plasmamembran och är uppdelade i två delar, den ena delen består av gener som kodar för faktorer som överför den andra delen av Ti-plasmiden till en växtcell, det så kallade T-DNA. Detta T-DNA innehåller i sin tur tre viktiga så kallade regioner. En region som ansvarar för auxinproduktionen och en annan som ansvarar för cytokininproduktionen och den tredje som ansvarar för opineproduktionen.

## Efter överföring av T-DNA
När Agrobacterium tumefaciens lyckats överföra sitt avancerade T-DNA till den skadade växten uppstår det en överproduktion av växthormonerna, auxin och cytokinin. Detta leder till att växtceller delar sig okontrollerat och en gall har med tiden utvecklats i växtens blad. En gall är en slags växttumör som endast kan uppkomma hos de tvåhjärtbladiga växterna. Några tvåhjärtbladiga växter som Agrobacterium tumefaciens oftast infekterar är tobaksplantan, petuniaplantan, tomatplantan samt raps.

## Forskning kring bakterien
Forskare från hela världen, särskilt från USA och Belgien, har utfört studier på Agrobacterium tumefaciens och det finns goda förutsättningar att vi inom en snar framtid inte längre ska behöva bespruta våra växter med insektsdödande bekämpningsmedel som toxin från bakterien Bacillus thuringensis. Detta beror på att Agrobacterium tumefaciens kan hjälpa oss att överföra den gen som kodar för produktionen av det insektsdödande medlet toxin i våra odlingars växtceller.

## Den mänskliga gentekniken
Även inom mänsklig genteknik kan man utnyttja hur agrobakterien genomför sin överföring av T-DNA. Det som sker är att de tar bort de gener som normalt sitter på T-DNA:et och ersätter dem med de optimala generna i växten och i dess celler. Ett exempel är att forskarna ”planterar” en gen som kodar för produktion av det insektsdödande ämnet toxin. På så sätt kan man förhindra att en gall tillkommer genom att ta bort just de gener som för produktionen av tillväxthormonerna, auxin och cytokinin framåt. Men även att växterna blir resistenta mot insekter som till exempel malar och fjärilslarver. Det bekämpar och dödar dessa insekter men påverkar inte några andra organismer i ekosystemet vad forskarna vet.

## Fördelar med gentekniken samt nackdelar
En annan fördel för växterna är att deras tolerans mot torka och skadliga växtgifter kan höjas. Genom att sätta in rätt gener på de olika regionerna kan denna egenskap uppstå hos växten. Detta leder i sin tur till en ökad effektivitet för jordbruket och odlingen av dessa växter. Men endast hos de tvåhjärtbladiga växterna.